# ماريا ألفاريز دي غويلين
كانت ماريا ألفاريز دي غويلين (1889 - 1980)، اسمها الفني المستعار أماري زالفيرا، سيدة أعمال سلفادورية وكاتبة وناشطة في حقوق المرأة. وكانت من أوائل النساء السلفادوريات اللواتي نشرن رواية ومن أوائل المندوبات اللواتي شغلن منصبًا في اللجنة الأمريكية للمرأة.

## نشأتها
انتقل والدا ماريا إلى السلفادور للانضمام إلى عمها إيميليو وأسرته في تأسيس تجارة في القهوة. وصل الوالدان إلى السلفادور في 5 من شهر يونيو من عام 1889 وعاشت الأسرة في البداية في سان سلفادور مع إيميليو وأسرته، إلى أنه سرعان ما انتقلا إلى مزرعة بن كولومبيا في بلدية كويزالتيبيكو على بعد 10 أميال. عمل رافايل، الذي كان صاحب متجر في كولومبيا، كمدير لمزرعتي إيميليو كولومبيا وسانتا إيزابيل وافتتح بعد فترة قصيرة العمل على أول آلة نزع حبوب البن تعمل على طاقة المياه في السلفادور.
ولدت ماريا ألفاريز آنخيل في 24 من شهر أغسطس من عام 1889 في السلفادور لجوليا آنخيل ماسياس ورافايل ألفاريز لاليند. حين بلغت ألفاريز عمر 8 سنوات، انتقلت العائلة إلى سانتا آنا، حيث التحقت ألفاريز بكلية آسونسيون. وواصل والدها إدارة مزارع شقيقه وبدأ بشراء ملكياته الخاصة لإنتاج القهوة أيضًا. بعد تخرجها، تزوجت ماريا الدكتور خواكين غويلين ريفاس في عام 1914.

## مسيرتها المهنية
على مدى السنوات التالية، أنجبت ألفاريز، التي ستواصل لاحقًا العمل في مزرعة البن التي كانت تملكها أسرتها، 5 أولاد. وإلى جانب تربية أولادها، كانت ناشطة في البرامج الخيرية والاجتماعية، وأيضًا حركات المطالبة بحصول النساء على حق الاقتراع. وكانت واحدة من الناشطات اللواتي ناصرن حق تحرير المرأة، الذي كان حقًا مصانًا من قبل الدستور الذي وضعته الجمهورية الفيدرالية في أمريكا الوسطى. إلا أنه مع انهيار الجمهورية في عام 1922، أسست ألفاريز جمعية أخوية نساء جمهورية السلفادور وقادت حملات لحق التصويت والجنسية للنساء في السلفادور. مع نشرها مقالات عن قضايا السياسة والرعاية الاجتماعية، نشرت ألفاريز أولى أعمالها الأدبية في عام 1926. وفاز كتابها، ابنة البيت، بالجائزة الثانية في المنافسة الأدبية الوطنية كويريموس وكانت أول رواية من تأليف امرأة تنشر في السلفادور.
في عام 1928، أنشأ اتحاد منظمة الدول الأمريكية اللجنة الأمريكية للمرأة لمراجعة البيانات وتحضير معلومات بين المساواة السياسية والمدنية للنساء في الإقليم. ضم الوفد الافتتاحي إلى اللجنة الأمريكية للمرأة، الذي اختير عن طريق قرعة، ألفاريز إلى جانب رئيسة الوفد دوريس ستيفنز (الولايات المتحدة الأمريكية) وإرنستينا إيه لوبيز دي نيلسون (الأرجنتين) وماريا إلينا دي هينيستروسا (كولومبيا) وأليس تيليني ماثون (هايتي) وكلارا غونزاليز (بنما) ولوسيلا لوسياني دي بيريز دياز (فنزويلا). لم تكتف ألفاريز بجمع المعلومات فحسب، على مدى خدمتها لمدة 10 سنين في اللجنة الأمريكية للمرأة، بل حثت حكومة السلفادور في مرات عديدة على تعديل الدستور لحماية مواطنة المرأة، فلم تخسر عند زواجها جنسيتها وامتلكت حقوقًا مدنية مساوية لحقوق الرجل.
على امتداد مسيرتها، واصلت ألفاريز الكتابة وتأليف العديد من الأعمال المسرحية وأيضًا نصًا آخر لم ينشر كانت قد أتمته في عام 1929. ونسجت في روايتها الثانية، على الجسر عام 1947، قصة حب من خلال سرد تاريخي لعلاقة بنما بكولومبيا والولايات المتحدة الأمريكية. وواصلت العمل في إنتاج القهوة ونشرت في سنينها الأخيرة كتاب شعر بعنوان إعلان القهوة. وتقاعدت من العمل في المزرعة في عام 1965 تاركة مهمة إنتاج القهوة لابنتها. مع تقدمها في السن، فقدت ألفاريز بصرها.

## موتها وإرثها
توفيت ألفاريز في عام 1980 ودفنت مقبرة دي لوس إلوستريس في ضريح الأسرة. وتعرض في مكتبة شليسينغر في جامعة هارفرد، كامبردج، ماساتشوستس، رسائلها إلى دوريس ستيفنز خلال خدمتها في اللجنة الأمريكية للمرأة. وأصبحت ابنتها ماريا «مارتا» (ولدت في عام 1915) مغنية أوبرا شهيرة.